# Атіна Бояджі
Атіна Бояджи (мак. Атина Бојаџи; 13 березня 1944, Охрид — 28 грудня 2010, Скоп'є) — югославська і македонська плавчиня-марафонниця. У 1969 році стала першою жінкою Югославії, яка перетнула протоку Ла-Манш. На честь рідного міста мала прізвисько «Охридський дельфін».

## Біографія
Народилася 13 березня 1944 року в Охриді. Вже в 11 років побила ряд македонських рекордів із плавання на короткій воді.
Завоювала перше місце на чемпіонаті світу з марафонського плавання 1962 року, що проходив в Югославії на Охридському озері. Бояджи тоді було 18 років, і вона понині залишається наймолодшою переможницею Охридського марафону. У 1962 році взяла участь і в марафоні на відкритій воді Капрі—Неаполь, посіла перше місце.
Пік її спортивної кар'єри припав на 9 вересня 1969 року, коли вона перепливла протоку Ла-Манш за 13 годин 20 хвилин. Атіна Бояджі стала першою жінкою Югославії, яка змогла перепливти Ла-Манш.
У 1977 році в честь цього спортивного подвигу Атіни Бояджі був знятий фільм «Випростайся, Дельфіно» (режисер Олександр Гурчинов, в головній ролі Неда Арнерич). Бояджі також брала участь у роботі над фільмом.
Після завершення спортивної кар'єри працювала тренеркою, спочатку в белградському клубі «Црвена Зірка», а потім у спортивному центрі в Лос-Анджелесі, США. До кінця 1991 року повернулася в Сараєво, де її застала військова облога міста. За допомогою друзів Бояджі вдалося покинути квартиру, вона встигла забрати свої численні спортивні нагороди. Після повернення в Македонію була включена в організаційний комітет Охридського плавального марафону.
У 1998 році Македонський олімпійський комітет назвав її «Найбільшою македонською спортсменкою», а в 2000 році щоденна газета Ранковий вісник проголосила її «спортсменом століття». У її честь названо спортивний комплекс в Охриді.
Атіна Бояджі померла в Скоп'є 28 грудня 2010 року у віці 66 років після нетривалої хвороби. Похована 30 грудня 2010 року на цвинтарі Бутел в Скоп'є.